# Proclama di Rimini
(Incipit del Proclama di Rimini di Gioacchino Murat)

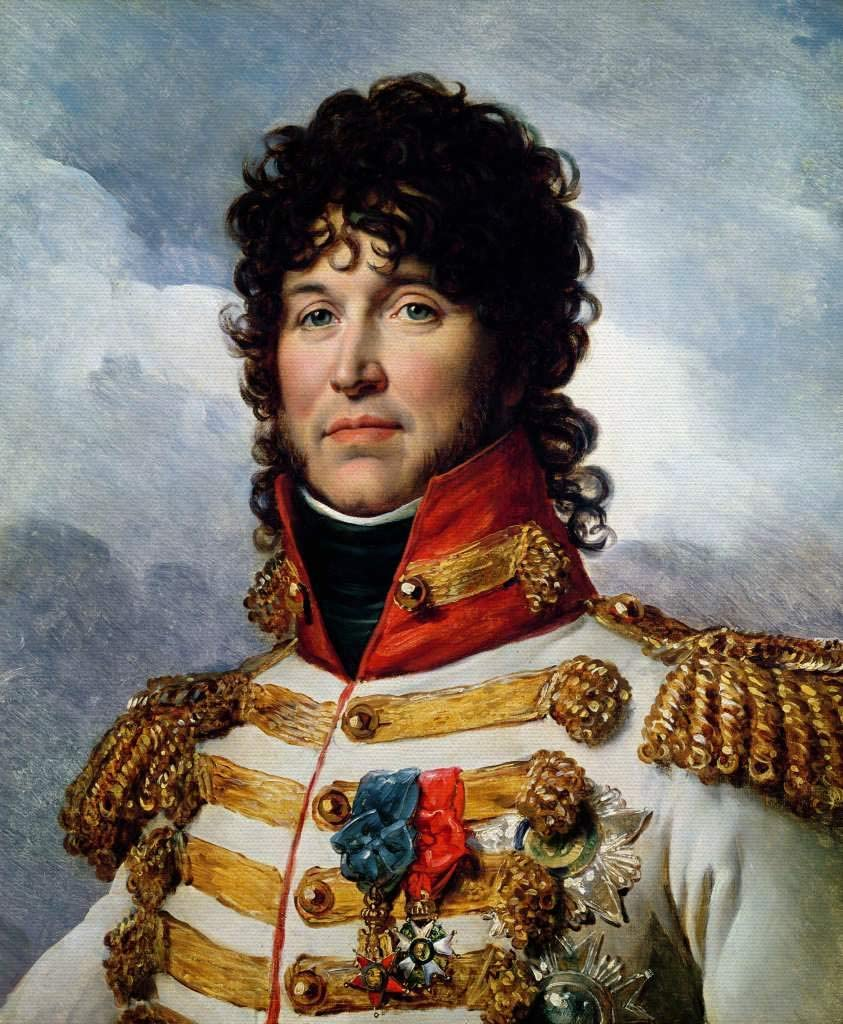
Gioacchino Murat

Il proclama di Rimini è un appello, datato 30 marzo 1815, con il quale Gioacchino Murat, insediato sul trono di Napoli da Napoleone Bonaparte, dopo aver dichiarato guerra all'Austria si rivolse agli italiani, chiamandoli alla rivolta contro i nuovi padroni. In realtà il proclama venne emesso da Gioacchino Murat il 12 maggio con la falsa data del 30 marzo, dopo la disfatta di Tolentino, che segnò la fine del Regno di Murat su Napoli.

## Il contesto
Nel 1806, Napoleone Bonaparte affidò la parte continentale del Regno di Napoli, che aveva appena conquistato, a suo fratello Giuseppe. Essendo quest'ultimo successivamente salito al trono di Spagna, dopo il rovesciamento di Carlo IV e Ferdinando VII, Napoleone pose sul trono di Napoli, con il nome di re delle Due Sicilie, suo cognato Gioacchino Murat.
Alla fine della campagna di Russia, Murat abbandonò la Grande Armata, di cui aveva la responsabilità di riportarla indietro, nel tentativo di salvare il Regno di Napoli. Nel 1813, tuttavia, si unì alla Grande Armata e combatté nei suoi ranghi fino alla sconfitta di Lipsia. Dopo di che tornò nel suo regno, firmò un trattato di alleanza con l'Austria e fornì un esercito per combattere l'imperatore. Nel trattato l'Austria, appoggiata in questo anche dall'Inghilterra e dalla Russia, garantiva al Murat i suoi Stati (inclusa la Sicilia), ponendo così un'ipoteca sulle decisioni del congresso di Vienna.
Ma il congresso di Vienna decise di restaurare l'Europa pre-rivoluzionaria, e quindi di ripristinare i Borbone a Napoli. Il 15 marzo 1815, Murat approfittò della fuga di Napoleone dall'isola d'Elba per dichiarare guerra all'Austria. Il 2 maggio fu sconfitto nella battaglia di Tolentino.
Il 12 maggio, con il proclama di Rimini - falsamente datato 30 marzo - si rivolse agli italiani chiamandoli alla rivolta contro gli austriaci e presentandosi come il portabandiera dell'indipendenza italiana, nel tentativo di trovare alleati nella sua disperata battaglia per mantenere il trono. Tuttavia, in conseguenza del fallimento della sua campagna militare, Murat fu catturato e poi fucilato il 13 ottobre 1815 a Pizzo Calabro.

## Testo del proclama

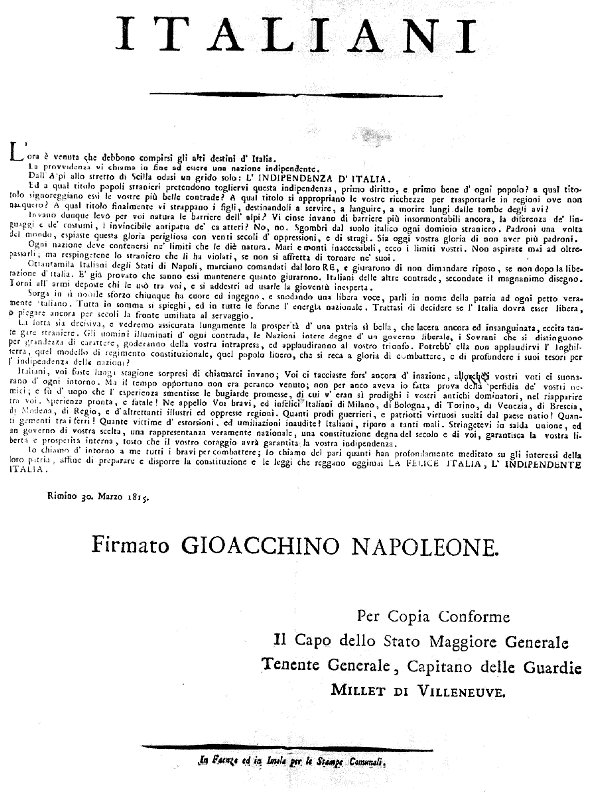
Il Proclama di Rimini, conservato al Museo nazionale del Risorgimento a Torino

Di seguito viene riportato il testo del proclama:
L’ora è venuta che debbono compiersi gli alti vostri destini. La Provvidenza vi chiama infine ad essere una nazione indipendente. Dall’Alpi allo stretto di Scilla odasi un grido solo: l’indipendenza d’Italia! Ed a qual titolo popoli stranieri pretendono togliervi questa indipendenza, primo diritto, e primo bene d’ogni popolo? A qual titolo signoreggiano essi le vostre più belle contrade? A qual titolo s’appropriano le vostre ricchezze per trasportarle in regioni ove non nacquero? A qual titolo finalmente vi strappano i figli, destinandogli a servire, a languire, a morire lungi dalle tombe degli avi?
Invano adunque natura levò per voi le barriere delle Alpi? Vi cinse invano di barriere più insormontabili ancora la differenza dei linguaggi e dei costumi, l’invincibile antipatia de’ caratteri? No, no: sgombri dal suolo italico ogni dominio straniero! Padroni una volta del mondo, espiaste questa gloria perigliosa con venti secoli d’oppressioni e di stragi. Sia oggi vostra gloria di non avere più padroni. Ogni nazione deve contenersi nei limiti che le diè natura. Mari e monti inaccessibili, ecco i limiti vostri. Non aspirate mai ad oltrepassarli, ma respingetene lo straniero che li ha violati, se non si affretta di tornare ne’ suoi. Ottantamila Italiani degli Stati di Napoli marciano comandati dal loro re, e giurarono di non domandare riposo, se non dopo la liberazione d’Italia. È già provato che sanno essi mantenere quanto giurarono. Italiani delle altre contrade, secondate il magnanimo disegno! Torni all’armi deposte chi le usò tra voi, e si addestri ad usarle la gioventù inesperta.
Sorga in si nobile sforzo chi ha cuore ingenuo, e secondando una libera voce parli in nome della patria ad ogni petto veramente italiano. Tutta, insomma, si spieghi ed in tutte le forme l’energia nazionale. Trattasi di decidere se l’Italia dovrà essere libera, o piegare ancora per secoli la fronte umiliata al servaggio.
La lotta sia decisiva: e ben vedremo assicurata lungamente la prosperità d’una patria bella, che, lacera ancora ed insanguinata, eccita tante gare straniere. Gli uomini illuminati d’ogni contrada, le nazioni intere degne d’un governo liberale, i sovrani che si distinguono per grandezza di carattere godranno della vostra intrapresa, ed applaudiranno al vostro trionfo. Potrebbe ella non applaudirvi l’Inghilterra, quel modello di reggimento costituzionale, quel popolo libero, che si reca a gloria di combattere, e di profondere i suoi tesori per l’indipendenza delle nazioni?
Italiani! voi foste lunga stagione sorpresi di chiamarci invano: voi ci tacciaste forse ancora d’inazione, allorché i vostri voti ci suonarono d’ogni intorno. Ma il tempo opportuno non era per anco venuto, non per anche aveva io fatto prova della perfidia de’ vostri nemici: e fu d’uopo che l’esperienza smentisse le bugiarde promesse di cui v’eran si prodighi i vostri antichi dominatori nel riapparire fra voi.
Sperienza pronta e fatale! Ne appello a voi, bravi ed infelici Italiani di Milano, di Bologna, di Torino, di Venezia, di Brescia, di Modena, di Reggio, e di altrettante illustri ed oppresse regioni. Quanti prodi guerrieri e patriotti virtuosi svelti dal paese natio! quanti gementi tra ceppi! quante vittime ed estorsioni, ed umiliazioni inaudite! Italiani! riparo a tanti mali; stringetevi in salda unione, ed un governo di vostra scelta, una rappresentanza veramente nazionale, una Costituzione degna del secolo e di voi, garantiscano la vostra libertà e proprietà interna, tostochè il vostro coraggio avrà garantita la vostra indipendenza.
Io chiamo intorno a me tutti i bravi per combattere. Io chiamo del pari quanti hanno profondamente meditato sugli interessi della loro patria, affine di preparare e disporre la Costituzione e le leggi che reggano oggimai la felice Italia, la indipendente Italia.»
Gioacchino Napoleone

## Riflessi successivi
Il proclama di Rimini toccò particolarmente Alessandro Manzoni, che compose il canto omonimo con il quale volle esprimere sostegno all'appello di Murat per la lotta di tutti gli italiani per l'indipendenza. Il canto, tuttavia, rimase incompiuto e poté essere pubblicato soltanto nel 1848 contribuendo al dibattito sull'Unità d'Italia.
Invece negativa fu l'opinione del Colletta, che lo definì «...tardo e ridevole sostegno di cadente trono».